# تراکنش بدون حضور کارت
تراکنش بدون حضور کارت ( انجام سفارش تلفنی یا ایمیلی MOTO و ...) تراکنشی با  کارت پرداخت است که دارنده کارت هنگام انجام تراکنش فیزیک کارت را (برای وارسی دیداری پذیرنده فروشگاهی) به همراه ندارد. کاربرد این نوع تراکنش برای پرداخت هایی بر بستر اینترنت، تلفن و .. است.